# Parafia św. Antoniego Padewskiego w Woli Gałęzowskiej
Parafia św. Antoniego Padewskiego w Woli Gałęzowskiej – parafia rzymskokatolicka w Woli Gałęzowskiej.
W latach 1927–1975 istniała w Woli Gałęzowskiej filia parafii Bychawa. Decyzją biskupa Bolesława Pylaka z 1975 r. została zamieniona w ośrodek duszpasterski, do którego przyłączono część miejscowości należących do par. Bychawa. Sama parafia posiada 33 ary ziemi.

## Zasięg parafii
Do parafii należą wierni z miejscowości: Gałęzów, Gałęzów-Kolonia Druga, Józwów, Kowersk, Wola Gałęzowska-Kolonia, Wola Gałęzowska, Zaraszów-Kolonia.